# Twickelervaart

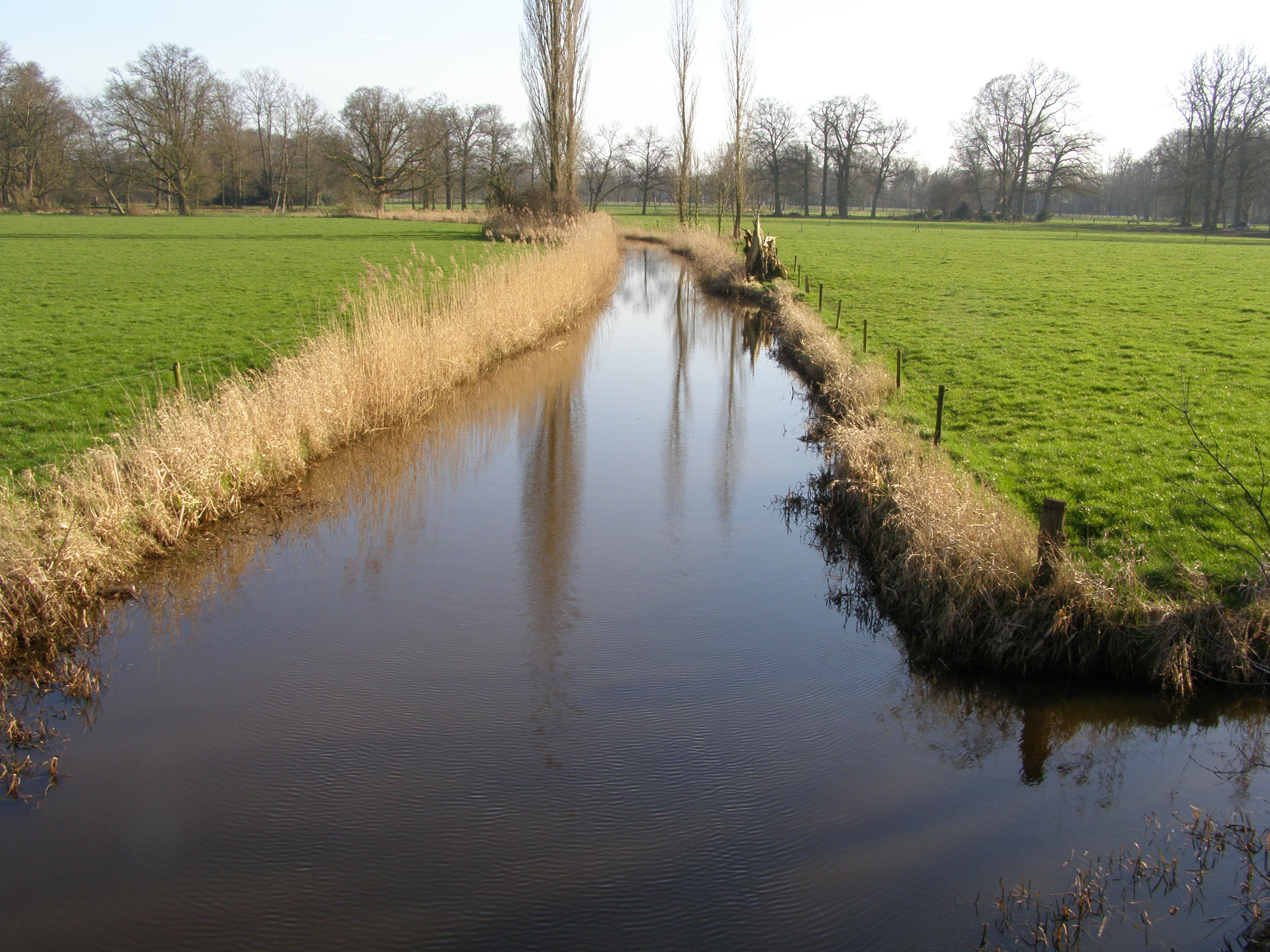
Twickelervaart

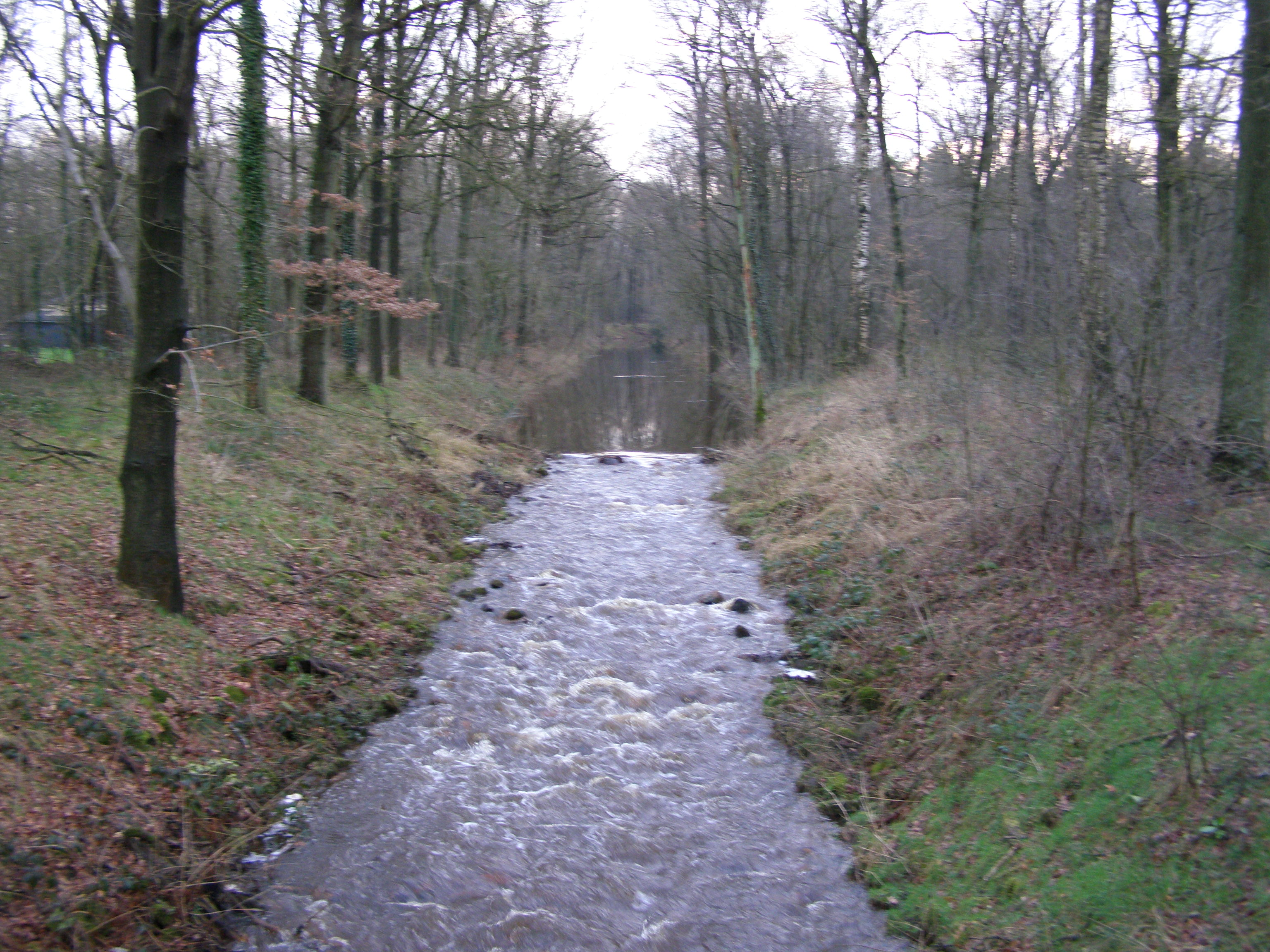
De cascadevistrap in de Twickelervaart ter hoogte van de Almelosestraat

De Twickelervaart of ook wel Twickeler Vaart is een gegraven watergang die thans begint in het Twickelerbos ten noorden van Delden, maar vroeger een paar honderd meter zuidelijker begon bij de toenmalige haven “Carelshaven”. 
De vaart loopt in noordelijke richting Noordmolen, waarna hij afbuigt in westelijke richting om de Deldener es heen door het Hellecaterveld en vervolgens door Deldenerbroek waar hij via een onderleider het Twentekanaal kruist. De vaart stroomt uiteindelijk nabij Enter in de Regge.
Het stroomgebied heeft een oppervlakte van circa 22,2 km².

## Geschiedenis
De Twickelervaart werd in 1771 gegraven door Carel George van Wassenaer Obdam, eigenaar van de nabijgelegen havezate Twickel ter bevordering van de handel en de nijverheid in Twente. Aan het begin van de vaart liet hij bij een kleine haven aanleggen en daarbij een herberg bouwen, het huidige hotel Carelshaven. 
Eeuwenlang is er vracht over Twents water vervoerd, maar de riviertjes waren klein, bochtig, ondiep en stonden vaak droog. Bekend is het verhaal van de Enterse zompen, die konden varen waar geen water was. Bekend zijn ook de verhalen over de IJsselsteden die elkaar al in de late middeleeuwen vrachtvaart afsnoepten, door beken anders met elkaar om méér water aan hùn beek te koppelen. De naam `Schipbeek' is al een duidelijke aanwijzing dat veel beken niet meer hun oorspronkelijke loop en functie hebben. Staring, die vanaf zijn kasteel De Wildenborch bij Lochem de loop van de Oost-Nederlandse beken bestudeerde, moet in wanhoop hebben geschreven, dat alle beken water aan elkaar verloren, in noordelijke richting. Water van een beek richting Zutphen was afgekoppeld en ging nu richting Deventer, maar water naar Deventer kwam uiteindelijk in Zwolle.

## Ontstaan
Ondanks de moeilijkheden was vervoer van zwaar materiaal goedkoper over water. Vervoer `per as' (over land) liep vaak vast in de modder; en een stel paarden eten meer dan een schipper. Het was dus zaak om de waterlopen wat korter te maken en met meer zekerheid op permanent water. Kortom, er zouden kanaaltjes met sluizen gebouwd moeten worden, maar dat was een onderneming die investering vergde in menskracht en materiaal. De baron van Twickel was iemand die dat kon opbrengen. In 1771 was zijn Twickelervaart aangelegd, van Delden naar de Regge in het Enterbroek, waarmee de scheepvaart iets verbeterde ten opzichte van de vaart op de riviertjes Regge en Dinkel. Daarnaast boden de Schipbeek en de Vecht voor Twente ook vrachtvaart.